# Halichoeres margaritaceus
Halichoeres margaritaceus (Valenciennes, 1839) è un pesce di acqua salata appartenente alla famiglia Labridae.

## Distribuzione e habitat
Proviene dall'oceano Pacifico e dall'oceano Indiano, in particolare da Sporadi Equatoriali, Isola di Lord Howe, Giappone, Tuamotu, coste del Nuovo Galles del Sud, Isole Cocos e Keeling, Nuova Zelanda e Mozambico. Nuota in zone con fondali rocciosi o ricchi di detriti, spesso ricche di vegetazione acquatica, non oltre i 15 m di profondità.

## Descrizione
Presenta un corpo leggermente compresso ai lati, non particolarmente allungato, ma con la testa dal profilo appuntito. La lunghezza massima registrata è di 12,5 cm. Somiglia molto a Halichoeres nebulosus, soprattutto nella fase giovanile.
La colorazione varia abbastanza nel corso della vita del pesce. Gli esemplari giovanili hanno il dorso marrone, abbastanza scuro, e il ventre giallo con una macchia rosa abbastanza ampia. Sulla pinna dorsale, trasparente con sottili striature nere, è presente una macchia nera con il bordo giallo. 
Gli esemplari adulti, invece, tendono soprattutto al giallo scuro, in particolare sul ventre; il dorso è striato di verde e rosso, come le pinne. La pinna caudale ha il margine dritto, mentre la pinna dorsale e la pinna anale sono basse e lunghe. Le striature rosse e verdi diventano più nette sulla testa, dove scompare ogni traccia di giallo.

## Biologia

### Alimentazione
Si nutre sia di pesci ossei più piccoli, di uova, di foraminiferi, ma soprattutto da piccoli invertebrati marini come vermi policheti, molluschi e crostacei.

### Riproduzione
La fecondazione è esterna; non ci sono cure nei confronti delle uova.

## Conservazione
Questa specie ha un areale molto ampio e non sembra essere minacciata da particolari pericoli; per questo la lista rossa IUCN la classifica come "a rischio minimo" (LC).